# St. Leonhard (Hilperting)

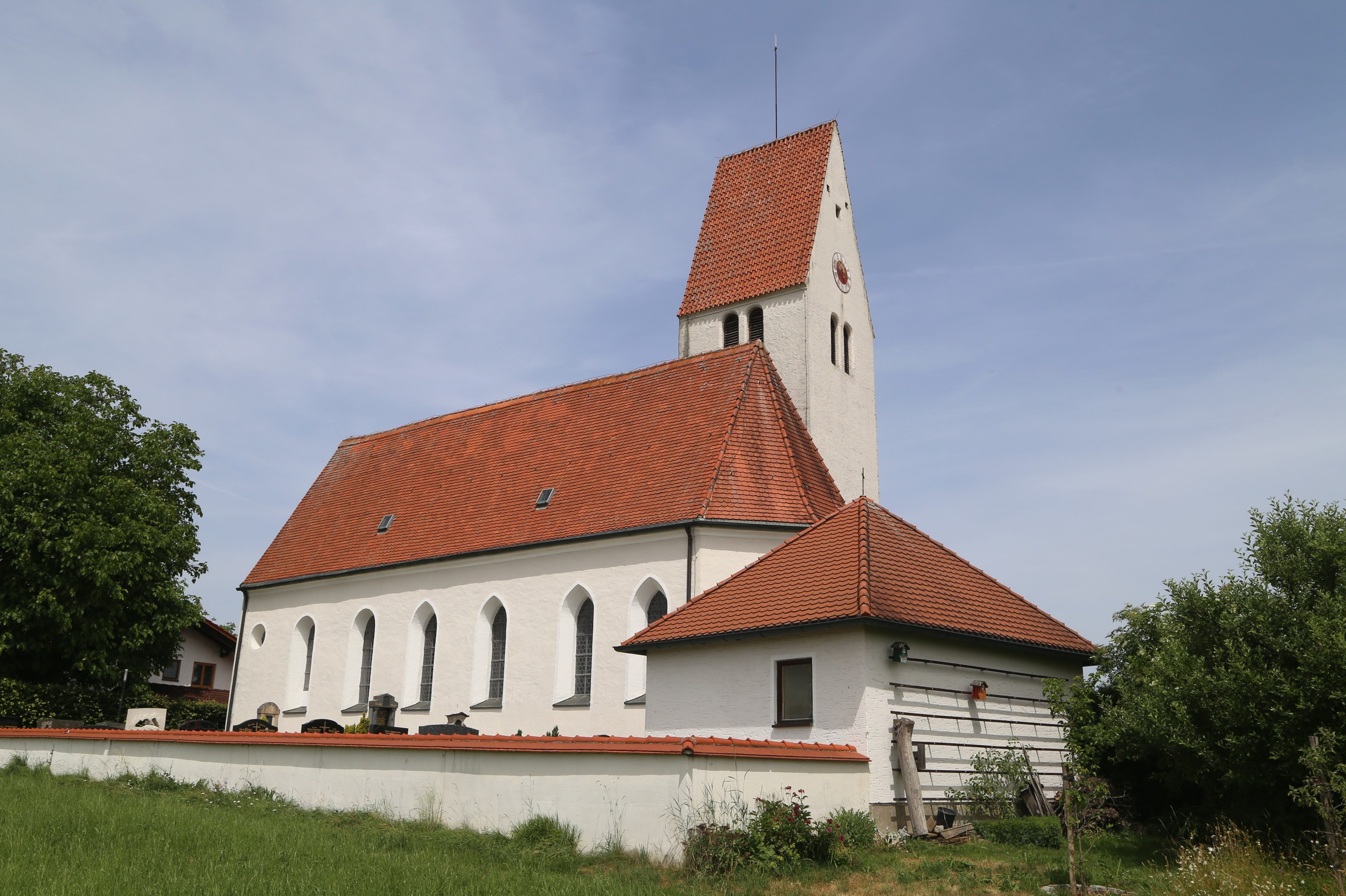
St. Leonhard in Hilperting

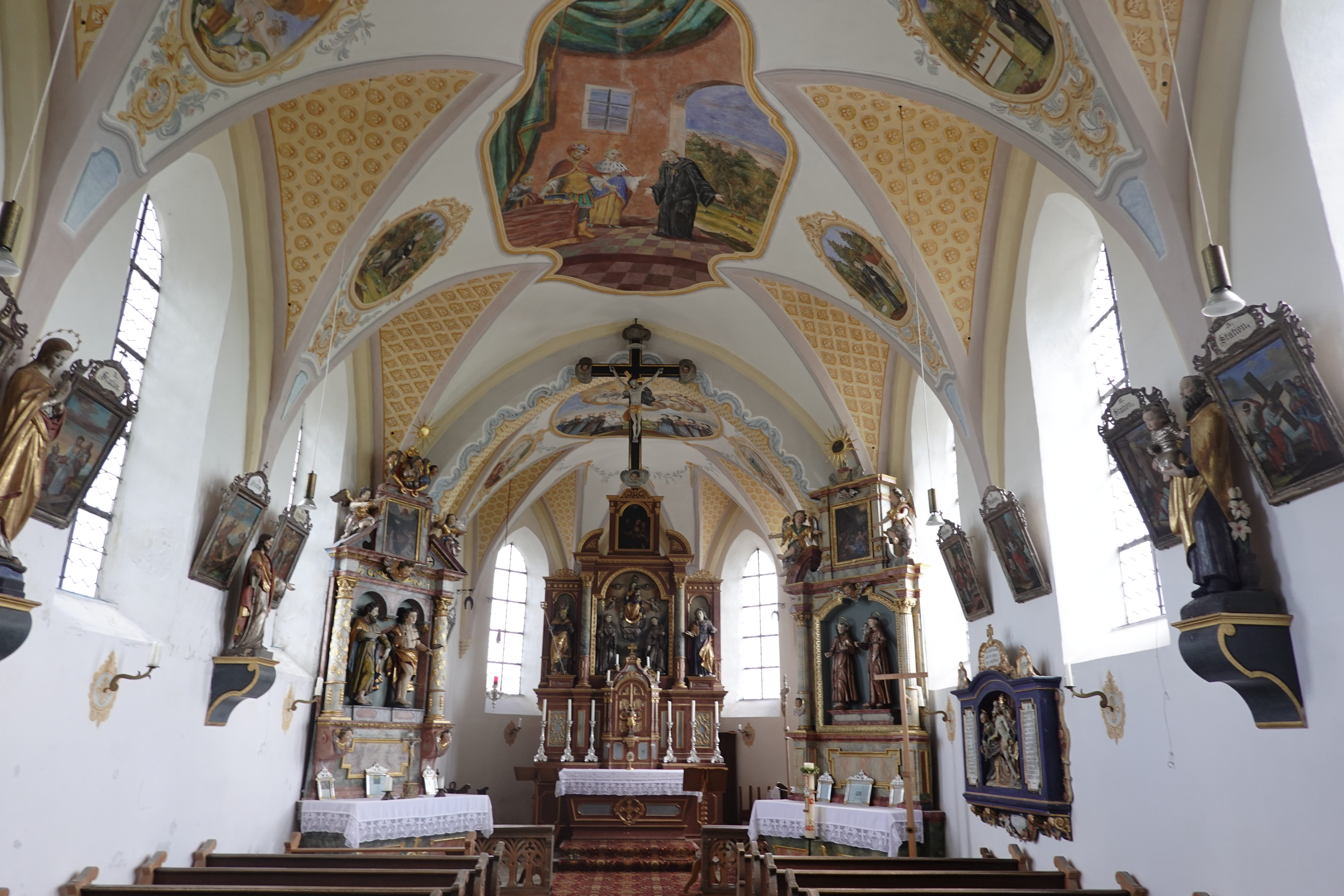
Innenansicht

Die römisch-katholische Filialkirche St. Leonhard steht in Hilperting, einem Gemeindeteil von Großkarolinenfeld im oberbayerischen Landkreis Rosenheim. Die Kirche steht unter Denkmalschutz und ist in der Liste der Baudenkmäler in Großkarolinenfeld unter der Nr. D-1-87-137-6 eingetragen. Die Kirche gehört zum Pfarrverband Tuntenhausen-Schönau im Dekanat Rosenheim des Erzbistums München und Freising.

## Beschreibung
Die Saalkirche besteht aus dem romanischen Langhaus, dem dreiseitig geschlossenen, gotischen Chor im Osten und dem Chorflankenturm an der Nordwand des Chors, der auf einen früheren Chorturm zurückgeht. Sein oberstes Geschoss enthält den Glockenstuhl. Die Zifferblätter der Turmuhr sind an den Giebeln angebracht.
Der Innenraum ist mit einem Stichkappengewölbe überspannt. Ende des 18. Jahrhunderts wurden Fresken eingebracht, auf denen die Vita des Leonhard von Limoges dargestellt ist. Der neobarocke Hochaltar wurde um 1880 aufgestellt. Er wird von den Skulpturen des Augustinus von Hippo und der Monika von Tagaste flankiert. Auf dem Altarretabel ist die Thronende Madonna dargestellt. Die Orgel wurde 1905 von Josef Hackl gebaut.